# Tabanus fasciatus
Tabanus fasciatus är en tvåvingeart som beskrevs av De Geer 1776. Tabanus fasciatus ingår i släktet Tabanus och familjen bromsar.
Artens utbredningsområde är Sverige. Inga underarter finns listade i Catalogue of Life.